# Nerv mandibular

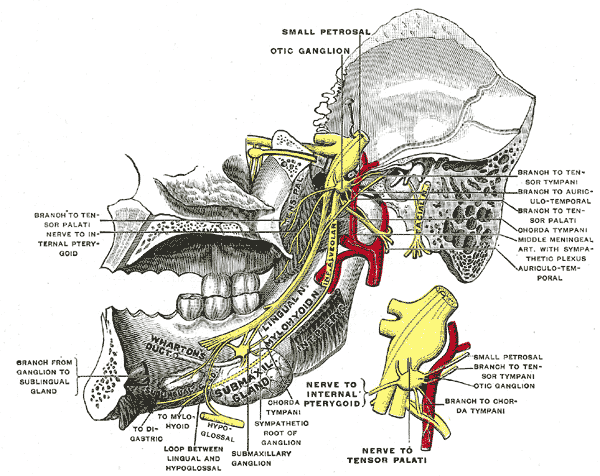
Nervul mandibular

Nervul mandibular (latină Nervus mandibularis) este una dintre cele trei ramuri ale nervului cranian trigemen și transmite atât informații senzitive cât și motorii. 